# Зангвіль Зиновій Григорович
Зиновій Григорович Зангвіль (Шмерлінг) (1895, місто Лодзь, тепер Польща — вересень 1981, місто Москва, Російська Федерація) — радянський діяч, фінансист, начальник фінансового сектора Народного комісаріату важкої промисловості СРСР, член ВЦВК. Член Центральної контрольної комісії ВКП(б) у 1927—1934 роках. 

## Біографія
Народився в єврейській родині прикажчика Гірша Шмерлінга. Закінчив міське ремісниче училище в місті Вітебську.
З 1910 року працював за наймом. У 1910—1917 роках — рахівник, бухгалтер на фабриках у Лодзі, Полтаві, Петрограді. Навчався у Варшавському університеті. З 1912 року брав участь у революційному русі, належав до РСДРП меншовиків. 
Член РСДРП(б) з 1917 року.
У 1918 році — заступник секретаря Центральної сільськогосподарської ради в Петрограді.
У 1919—1921 роках — завідувач Головного управління примусових (громадських) робіт НКВС РРФСР.
У 1921—1930 роках — старший інспектор в управлінні фінансової інспекції, керівник групи Народного комісаріату робітничо-селянської інспекції РРФСР (СРСР), член президії Вищої ради народного господарства СРСР.
У 1932—1938 роках — начальник фінансового сектора, член арбітражу Народного комісаріату важкої промисловості СРСР.
1938 року заарештований органами НКВС. Засуджений Воєнною колегією Верховного суду СРСР 29 вересня 1938 року до 20 років виправно-трудових таборів. У 1938—1955 роках — бухгалтер управління копалень тресту «Єнісейзолото» Красноярського краю. У 1955 році звільнений із ув'язнення та реабілітований.
З 1956 року — на пенсії в Москві, був старшим науковим співробітником в Інституті Маркса—Енгельса—Леніна.
Помер у вересні 1981 року в Москві.